# Bohemian FC
Bohemian Football Club je irský fotbalový klub z Dublinu, který v současnosti hraje 1. irskou fotbalovou ligu. Klub byl založen roku 1890. Domácím stadionem klubu je Dalymount Park s kapacitou 10 000 míst.